# Streptopelia bitorquata
La tórtola bicollar o tórtola bicollar de la Sonda (Streptopelia bitorquata) es una especie de ave columbiforme en la familia Columbidae propia de las islas de la Sonda meridionales.

## Descripción
Su plumaje es grisáceo con las partes superiores parduzcas. Se caracteriza por presentar una ancha lista negra alrededor de la parte posterior del cuello, enmarcada por encima con otra blanca más fina, a modo de dos collares, lo que da nombre a la especie.

## Distribución y hábitat
La especie se encuentra en las islas de Indonesia desde Java hasta Timor. 
Su hábitat natural son los bosques húmedos tropicales de zonas bajas y los manglares.